# 阿茲達哈卡
阿茲達哈卡（Aži Dahāka）是波斯神話中登場的三頭龍，後來變成查哈克。

## 概要

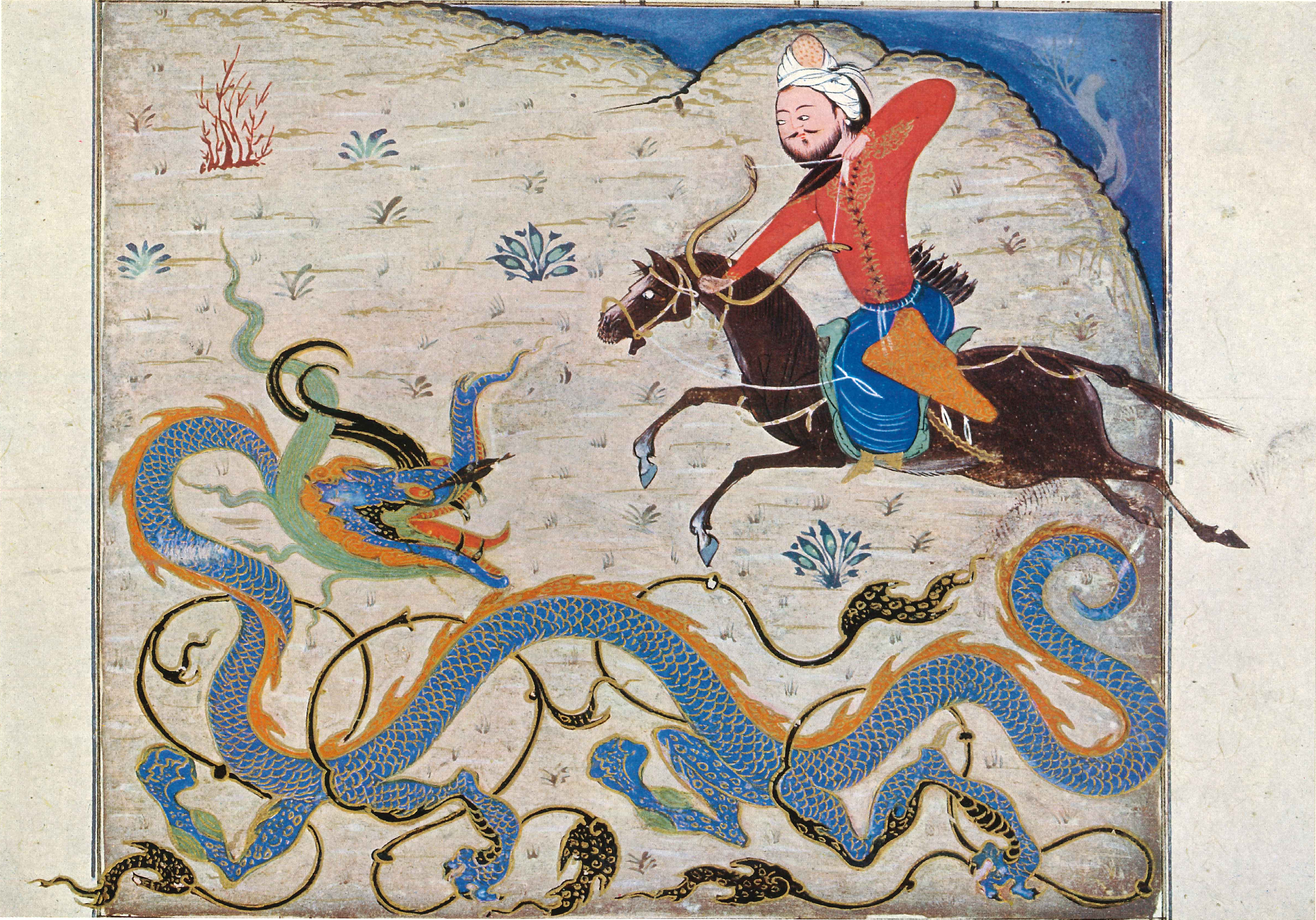
《王書》中描绘的巴赫拉姆五世杀佐哈克场面

根據波斯古經，擁有3頭3口6目和能遮蔽天空的巨大翅膀，能操使一千種魔術。體內有許多爬蟲類等邪惡生物，為了避免因刺死牠，導致這些生物被釋放，所以被囚禁在德馬溫峰的地底下。《王書》記載，隨著歲月流逝，牠變身成人類，名為查哈克。

## 關連項目
1. ↑  《奇幻龍族大圖鑑》，作者：健部伸明